# Hochwasser in Hannover

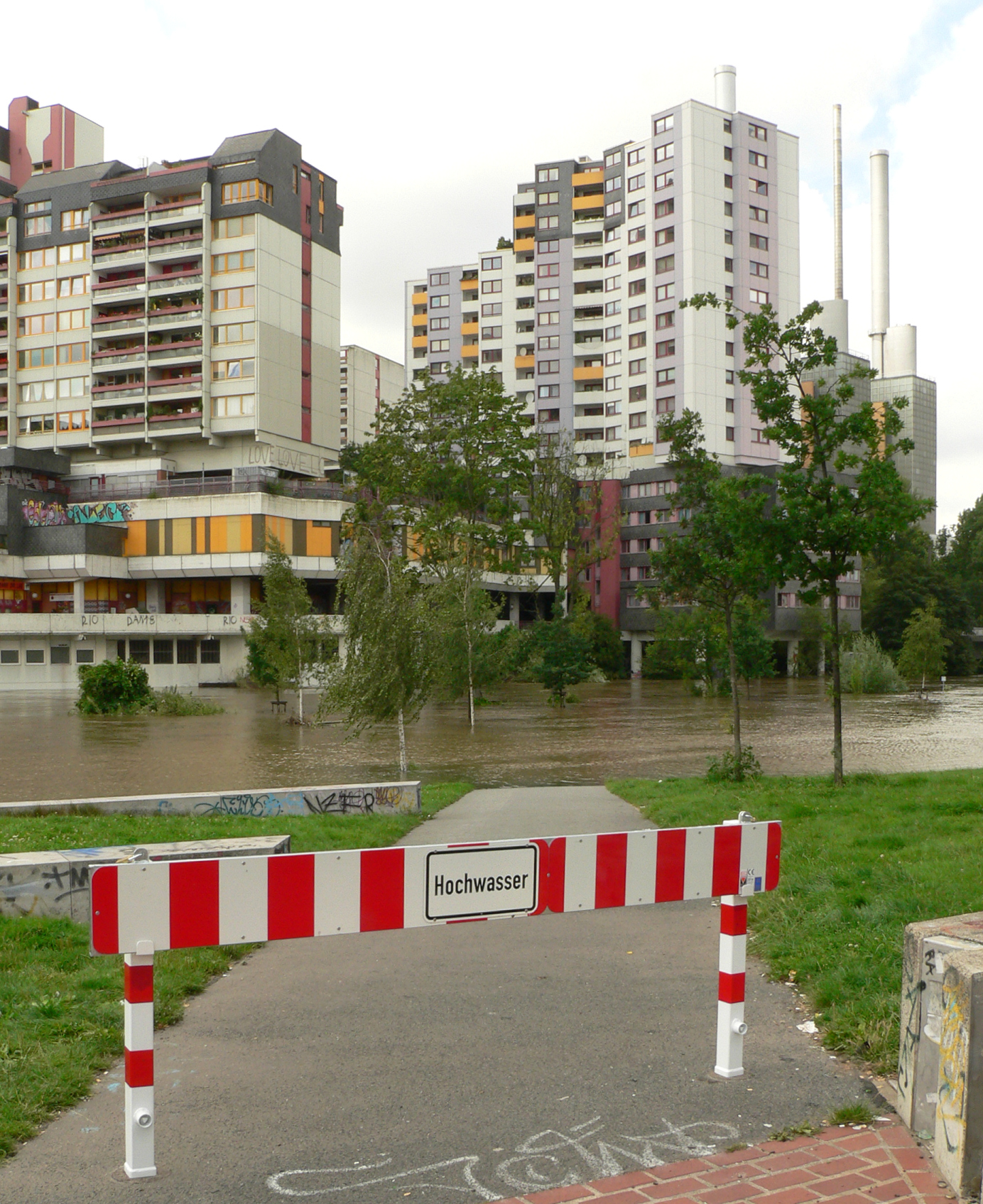
Gesperrter Weg bei Hochwasser der Ihme am Ihme-Zentrum während des Hochwassers im Harz und Harzvorland, 2017

Im Laufe der Geschichte gab es zahlreiche Hochwasser in Hannover. Eine der ältesten Schutzmaßnahmen ist der im Jahr 1449 erwähnte Bau des Schnellen Grabens. Die bisher schlimmste Überflutung Hannovers ereignete sich im Februar 1946 kurz nach dem Zweiten Weltkrieg.

## Hochwasser-Katastrophe 1946
Das Leine-Hochwasser in Hannover war Teil des Weserhochwassers von 1946. Der Höhepunkt der katastrophalen Zuspitzung einer Hochwasserlage fiel in den Einzugsgebieten der Weser auf die Zeit vom 2. bis 11. Februar 1946. Nach einer winterlichen Frostperiode setzte am 28. Januar 1946 Tauwetter ein. Weder die frostbedingte Wasserundurchlässigkeit der Böden im Januar 1946 noch die bereits Ende Januar 1946 einsetzende Schneeschmelze im Harz spielten für das katastrophale Ausmaße des Februarhochwassers eine so große Rolle wie bei früheren Extremhochwassern im Raum Hannover. Verantwortlich für die Katastrophe waren die ungewöhnlich starken Regenfälle Anfang Februar 1946.
In der Folge kam es am 10. Februar 1946 zur bisher größten Hochwasserkatastrophe in der Stadt Hannover. Die Flüsse Leine und Ihme und auch der Maschsee traten über die Ufer. Dazu trug die natürliche Verengung des 900 Meter breiten Durchflussbereiches der Ihme am Waterlooplatz auf 400 Meter an der Glockseebrücke bei. Dort wurden außerdem rund 700.000 Benzinkanister von einem britischen Depot am Schützenplatz Hannover angeschwemmt, die den Wasserabfluss unter den Brücken zusätzlich blockierten. In der Folge wurden 1666 Hektar bis in eine Höhe von 3 Metern überflutet, unter anderem die Stadtteile Altstadt, Calenberger Neustadt, Südstadt, Linden und Ricklingen. Der Pegel der Leine in Herrenhausen stieg auf 6,44 Meter, die seither nicht mehr erreicht wurden. Dieser Pegelstand gilt für die Stadt Hannover als ein Jahrhunderthochwasser. Das Hochwasser forderte drei Todesopfer und verursachte große Sachschäden.
Nach dem Hochwasser kam es in den Räumen des Stadtarchivs Hannover zum unkontrollierten Fortschaffen von historischem Schriftgut, das im Winter verheizt wurde, wodurch die Überlieferung der Stadtgeschichte des 19. Jahrhunderts zu 80 % verloren ging.

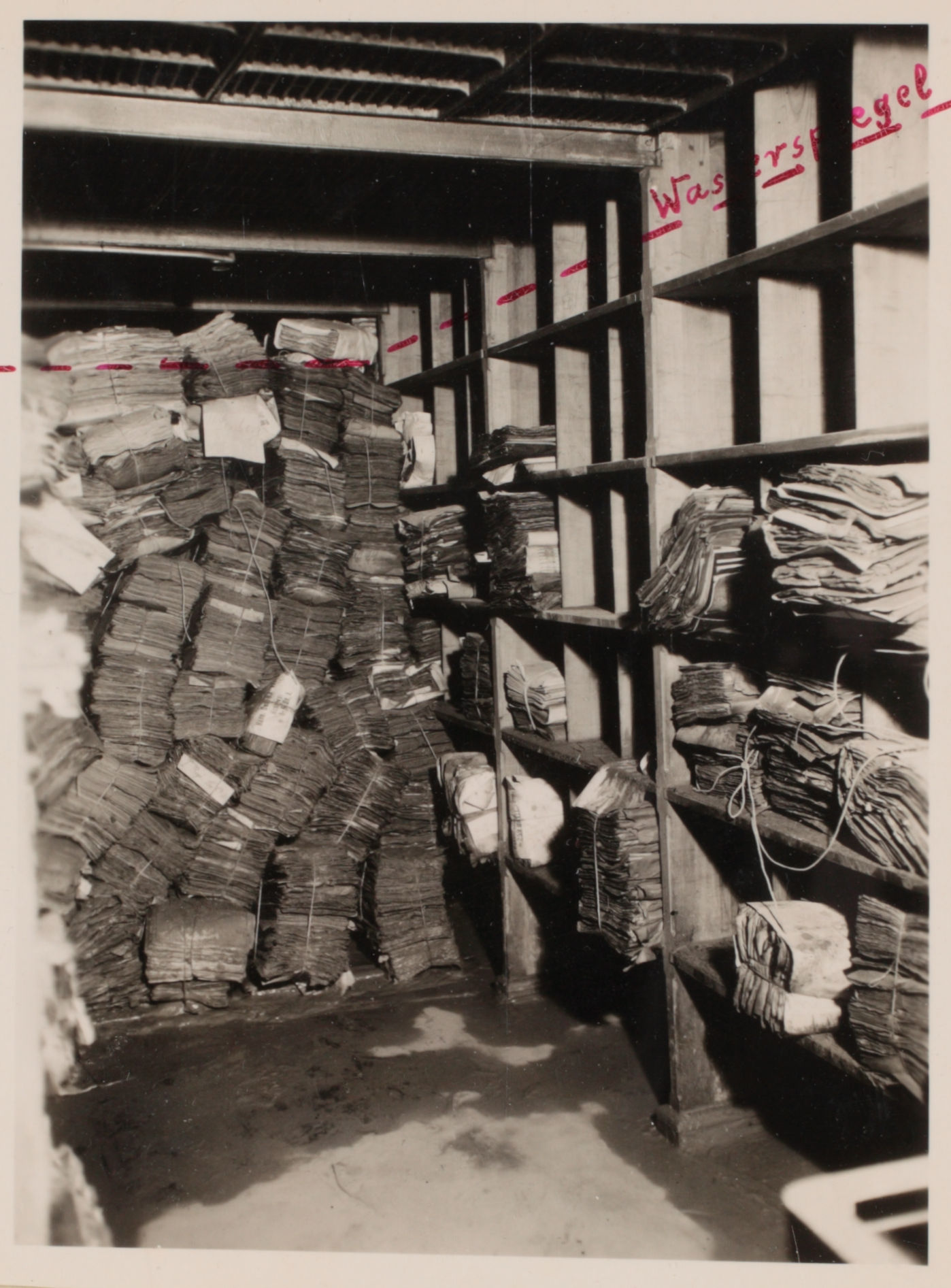
Überschwemmung 1946 im Hauptstaatsarchiv Hannover kurz nach dem Höchststand
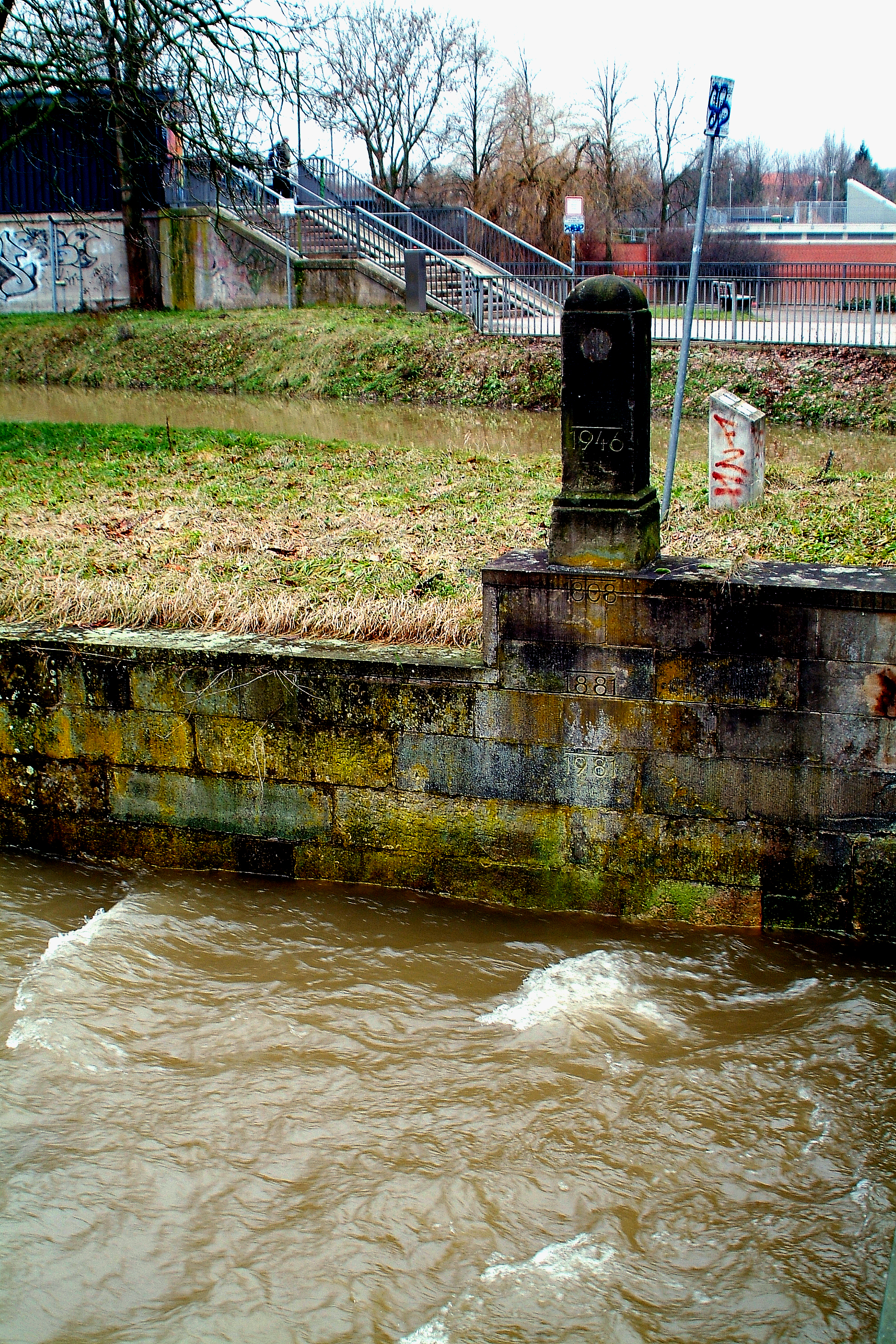
Hochwassermarken an der Schiffsschleuse am Ernst-August-Kanal; ganz oben die Marke von 1946
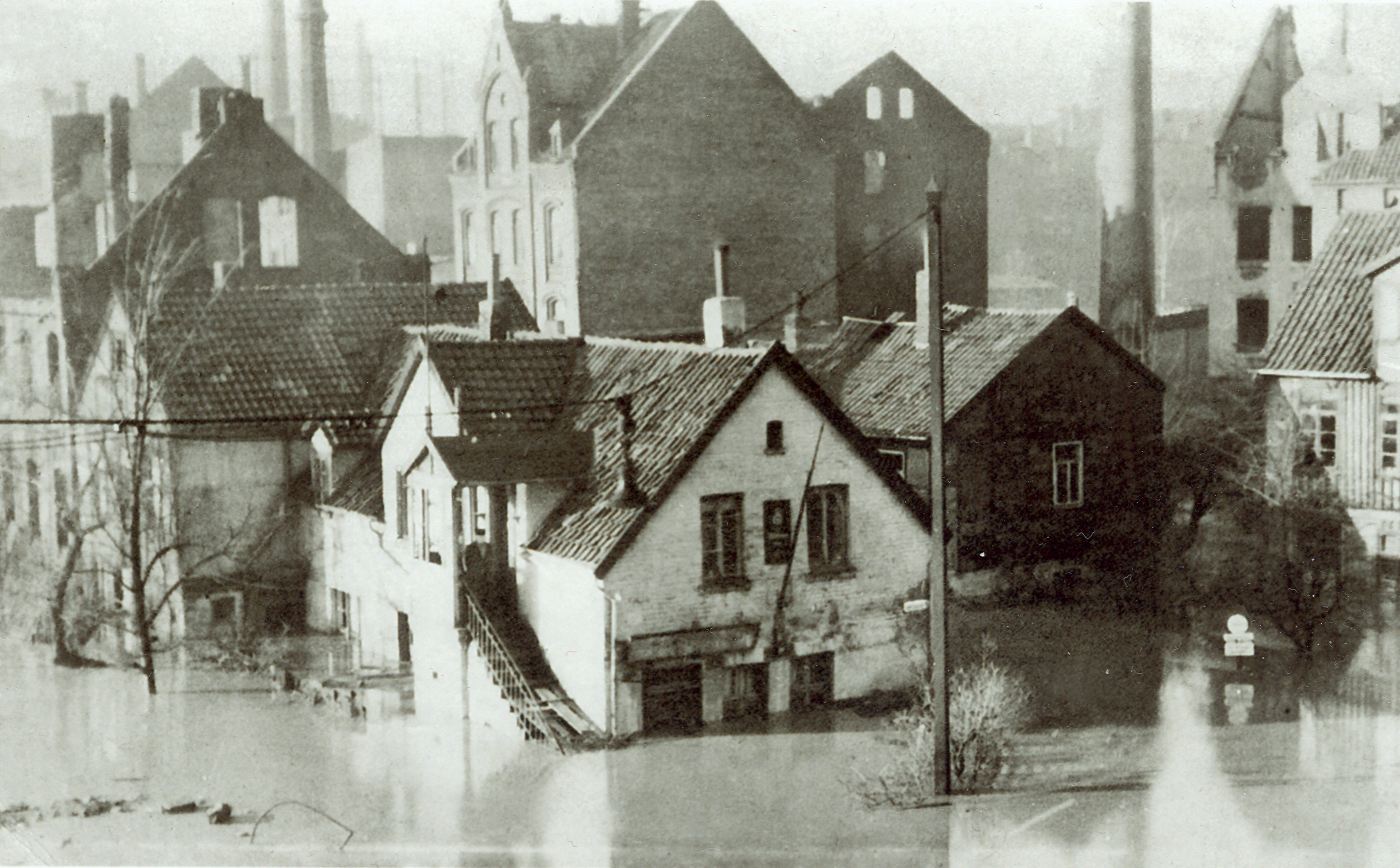
Überflutung im Färberviertel in der Calenberger Neustadt (1946)
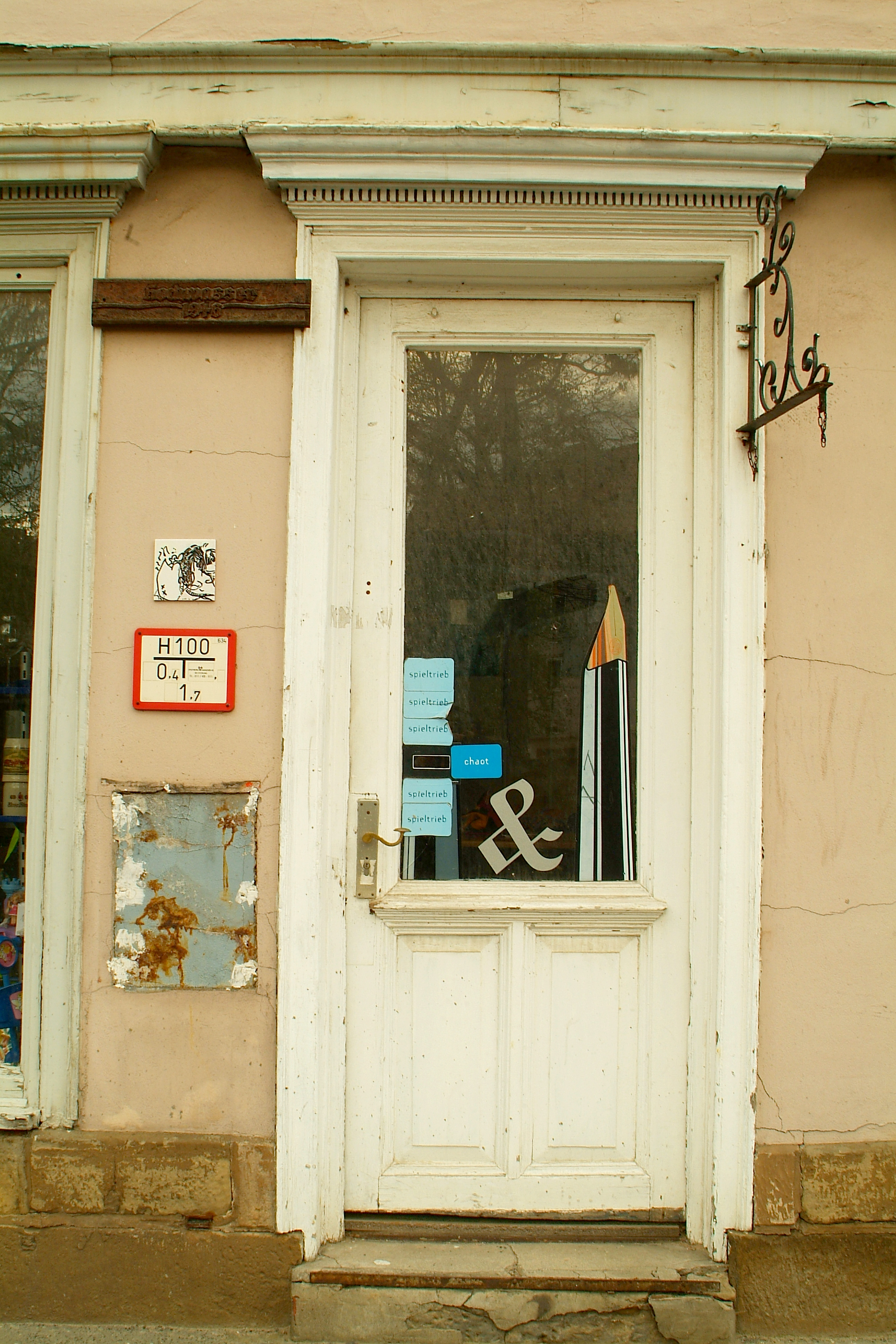
Hochwassermarke an der Türoberkante eines Hauses in der Calenberger Neustadt

## Hochwasserschutz heute

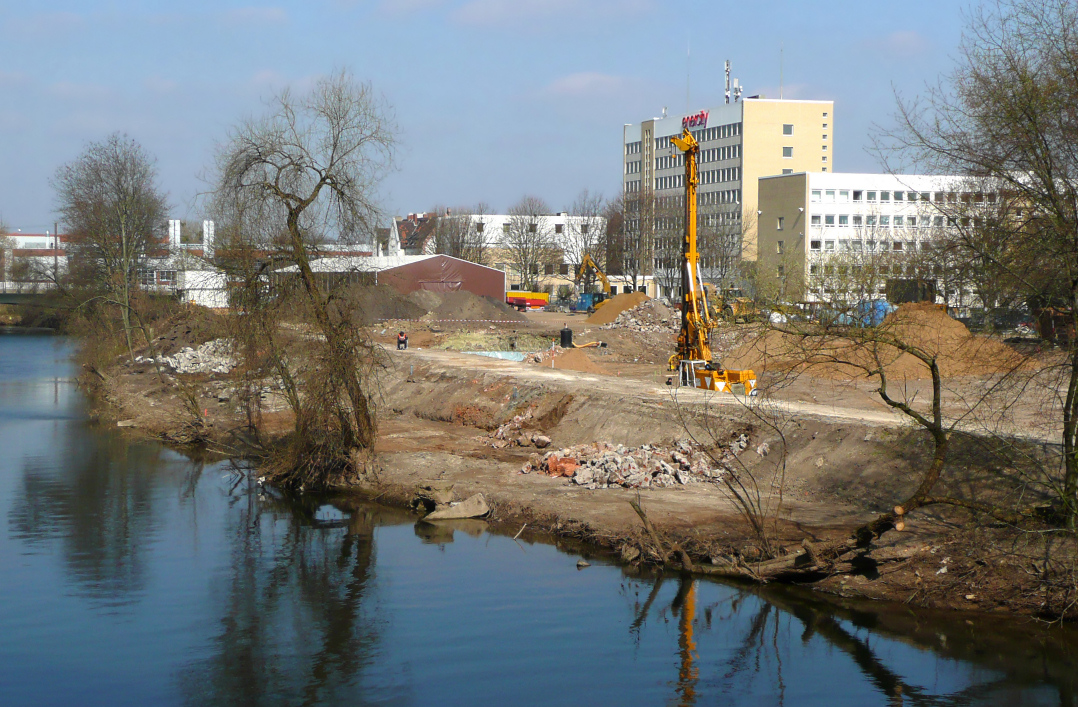
Hochwasserschutzbau an der Ihme, 2011

Bereits in den 1950er Jahren wurden umfangreiche Sicherungsmaßnahmen vor allem im Deichbau vorgenommen. Infolge der Klimaveränderung und zur Abwehr von möglichen Extremwetter-Ereignissen wurden zwischen den Jahren 2010 und 2013 im Verlauf der Ihme am Peter-Fechter-Ufer in Höhe des Ihme-Zentrums Umbaumaßnahmen vorgenommen. Am linken Ihmeufer weiter flussaufwärts wurde der im Osten Ricklingens bestehende Deich 2013 und 2014 mit einem südlich anschließenden Deich und einer Hochwasserschutzmauer am Michaelisfriedhof um einen Kilometer verlängert.
Bei der Erneuerung der Benno-Ohnesorg-Brücke über die Ihme in den Jahren 2008 bis 2013 wurde das Brückenbauwerk verlängert, um einen Rückstau zu vermeiden.
Während des Hochwassers in Mitteleuropa 2013 im Mai und Juni waren auch die Pegelstände der Gewässer in Hannover hoch, da im Einzugsgebiet der Leine heftige Niederschläge fielen.
Im Überschwemmungsgebiet der Leine im Stadtteil Stöcken starb am 30. Mai 2013 eine Frau, nachdem sie beim Passieren einer überschwemmten Straße von der Strömung mitgerissen worden war.

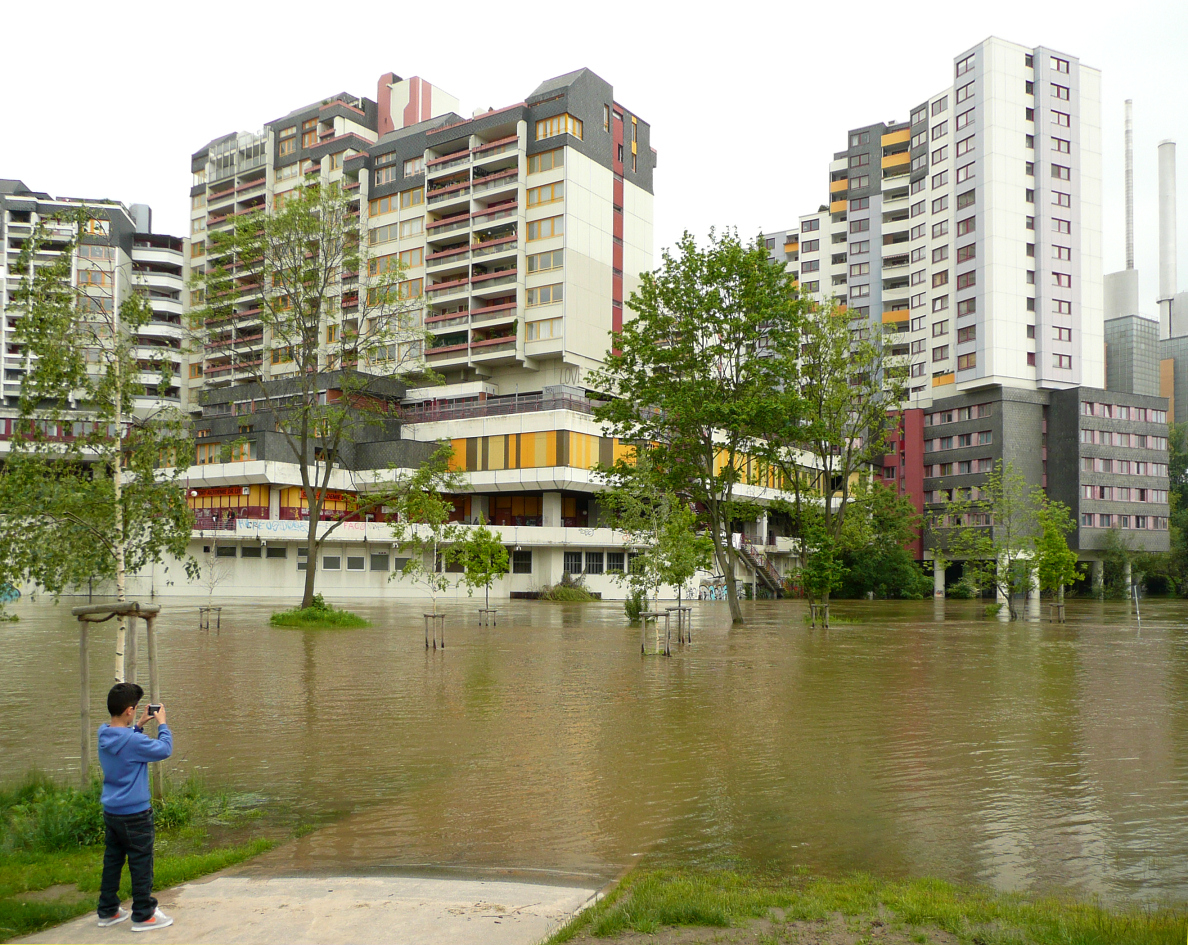
Hochwasser der Ihme am Ihme-Zentrum während des Hochwassers in Mitteleuropa 2013
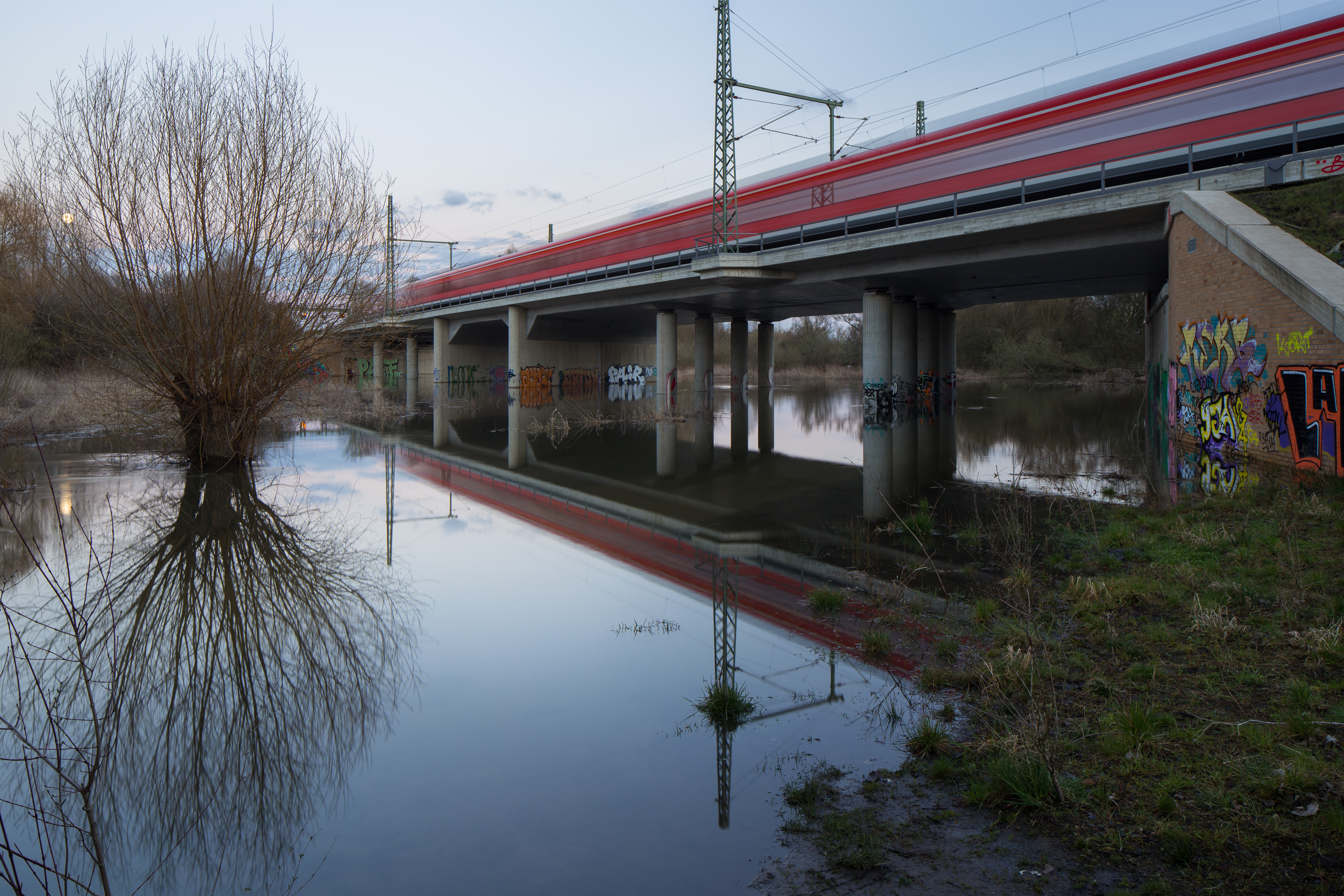
Hochwasser der Ihme bei den Ricklinger Kiesteichen, 2015
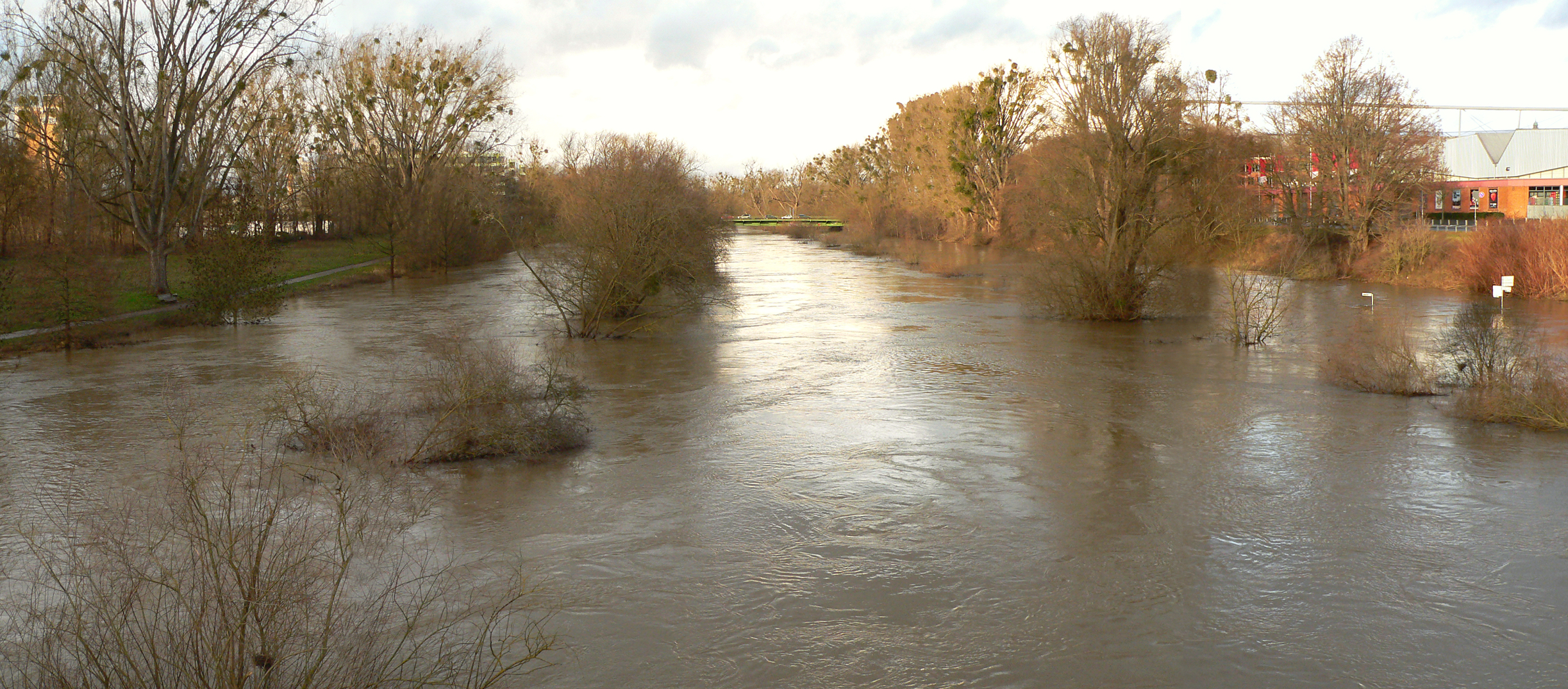
Hochwasser der Ihme beim Weihnachtshochwasser 2023/2024